# ناتالیا کوزیوتینا
ناتالیا کوزیوتینا (روسی: Наталья Юрьевна Кузютина) یک جودوکار اهل روسیه است. وی موفق به کسب یک مدال برنز از بازی‌های المپیک تابستانی ۲۰۱۶ شده است.